# Todirostre de Joséphine
Hemitriccus josephinae
Espèce
Statut de conservation UICN

 LC  : Préoccupation mineure
Le Todirostre de Joséphine (Hemitriccus josephinae) est une espèce de passereau de la famille des Tyrannidae,.

## Distribution
Cet oiseau vit au sud du Guyana, au Suriname, en Guyane et au nord du Brésil (Amapá),,.